# Onorificenze estoni
Elenco degli ordini cavallereschi e delle medaglie concessi dalla Repubblica d'Estonia.
Il Gran Maestro è il Presidente della Repubblica.

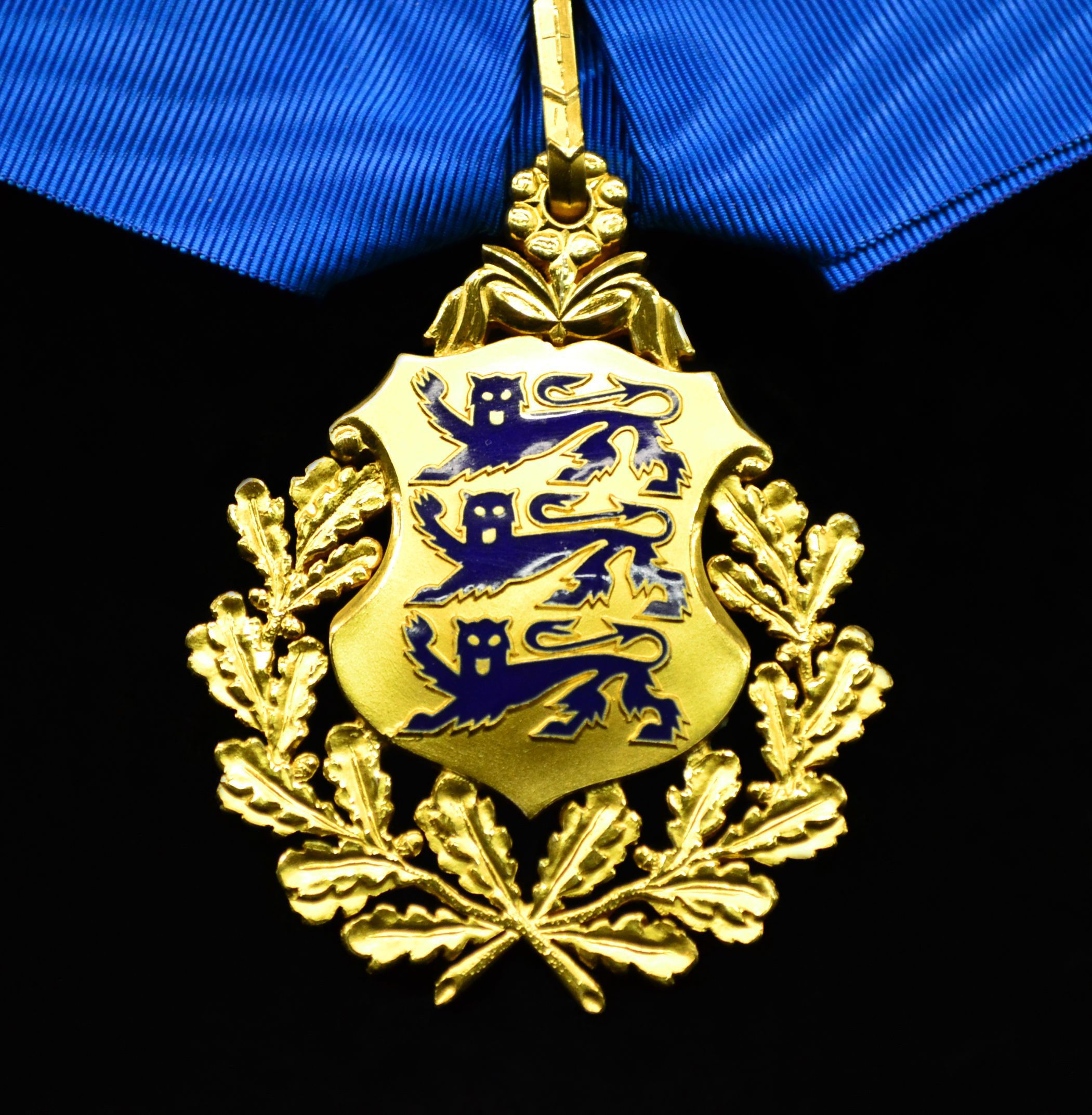
Ordine dello Stemma Nazionale

## Ordini cavallereschi
| Nastro | Onorificenza                                                              |
| ------ | ------------------------------------------------------------------------- |
|        | Croce della Libertà per il comando militare (non più concessa dal 1925)   |
|        | Croce della Libertà per il coraggio personale (non più concessa dal 1925) |
|        | Croce della Libertà per il servizio civile (non più concessa dal 1925)    |
|        | Ordine dello Stemma nazionale                                             |
|        | Ordine della Croce della Terra Mariana                                    |
|        | Ordine della Stella Bianca                                                |
|        | Ordine della Croce dell'aquila                                            |
|        | Ordine della Croce rossa estone                                           |

## Medaglie
- Medaglia commemorativa per la Guerra d'indipendenza estone
- Medaglia per la protezione delle bellezze naturali